# Dwars door Vlaanderen 2023
Dwars door Vlaanderen 2023 a fost ediția a 77-a a cursei clasice de ciclism Dwars door Vlaanderen, cursă de o zi. S-a desfășurat pe data de 29 martie 2023 și face parte din calendarul UCI World Tour 2023.

## Echipe participante
Întrucât Dwars door Vlaanderen este un eveniment din cadrul Circuitului mondial UCI 2023, toate cele 18 echipe UCI au fost invitate automat și obligate să aibă o echipă în cursă. Șapte echipe profesioniste continentale au primit wildcard.

### Echipe UCI World
| - AG2R Citroën Team - Alpecin–Deceuninck - Arkéa-Samsic - Astana Qazaqstan Team - Bora–Hansgrohe - Cofidis - EF Education–EasyPost - Groupama–FDJ - Ineos Grenadiers - Intermarché–Circus–Wanty - Movistar Team | - Soudal Quick-Step - Team Bahrain Victorious - Team DSM - Team Jayco–AlUla - Team Jumbo–Visma - Trek-Segafredo - UAE Team Emirates |  |

### Echipe continentale profesioniste UCI
| - Bingoal-WB - Israel–Premier Tech - Lotto–Dstny - Q36.5 Pro Cycling Team | - Team Flanders–Baloise - Team TotalEnergies - Uno-X Pro Cycling Team |  |

## Rezultate
| Loc | Concurent          | Echipă                  | Timp       |
| --- | ------------------ | ----------------------- | ---------- |
| 1   | Christophe Laporte | Team Jumbo–Visma        | 4h 06' 20" |
| 2   | Oier Lazkano       | Movistar Team           | +15"       |
| 3   | Neilson Powless    | EF Education–EasyPost   | +15"       |
| 4   | VJasper Philipsen  | Alpecin–Deceuninck      | +15"       |
| 5   | Mads Pedersen      | Trek–Segafredo          | +15"       |
| 6   | Arnaud De Lie      | Lotto–Dstny             | +15"       |
| 7   | Davide Ballerini   | Soudal Quick-Step       | +15"       |
| 8   | Andrea Pasqualon   | Team Bahrain Victorious | +15"       |
| 9   | Guillaume Boivin   | Israel–Premier Tech     | +15"       |
| 10  | Nils Politt        | Bora–Hansgrohe          | +15"       |

## Legături externe
- Site web oficial